# Capitonidae
Las Capitónidas son aves del orden Piciformes. Habitan en los trópicos de todo el mundo; el mayor número de especies se encuentra en África. Las diversas especies reciben los nombres comunes de barbudo, barbudito y cabezón.
Son aves regordetas, con el cuello corto y la cabeza grande. Los nombres de barbudo y barbudito se deben a las cerdas que rodean su grueso pico. La mayoría de las especies están brillantemente coloreadas.
Son aves arbóreas que anidan en agujeros de los árboles, donde ponen de 2 a 4 huevos. Se alimentan de frutas e insectos. No emigran.

## Especies
- Género Trachyphonus
  - Trachyphonus purpuratus, barbudo piquigualdo
  - Trachyphonus vaillantii, barbudo crestado
  - Trachyphonus margaritatus, barbudo perlado
  - Trachyphonus erythrocephalus, barbudo cabecirrojo
  - Trachyphonus darnaudii, barbudo capuchino
- Género Gymnobucco
  - Gymnobucco calvus, barbudo calvo
  - Gymnobucco peli, barbudo de pinceles
  - Gymnobucco sladeni, barbudo de Sladen
  - Gymnobucco bonapartei, barbudo gorgigrís
- Género Stactolaema
  - Stactolaema leucotis, barbudo orejiblanco
  - Stactolaema anchietae, barbudo de Anchieta
  - Stactolaema whytii, barbudo especulado
  - Stactolaema olivacea, barbudo oliváceo
- Género Pogoniulus, los barbuditos
  - Pogoniulus scolopaceus, barbudito escolopáceo
  - Pogoniulus coryphaeus, barbudito coronado
  - Pogoniulus leucomystax, barbudito bigotudo
  - Pogoniulus simplex, barbudito sencillo
  - Pogoniulus atroflavus, barbudito culirrojo
  - Pogoniulus subsulphureus, barbudito gorgigualdo
  - Pogoniulus bilineatus, barbudito culigualdo
  - Pogoniulus makawai, barbudito pechiblanco
  - Pogoniulus chrysoconus, barbudito frentigualdo
  - Pogoniulus pusillus, barbudito frentirrojo
- Género Buccanodon
  - Buccanodon duchaillui, barbudo pintado
- Género Tricholaema
  - Tricholaema hirsuta, barbudo hirsuto
  - Tricholaema diademata, barbudo diademado
  - Tricholaema frontata, barbudo del miombo
  - Tricholaema leucomelas, barbudo pío
  - Tricholaema lachrymosa, barbudo lacrimoso
  - Tricholaema melanocephala, barbudo cabecinegro
- Género Lybius
  - Lybius undatus, barbudo etíope
  - Lybius vieilloti, barbudo sangrante
  - Lybius leucocephalus, barbudo cabeciblanco
  - Lybius chaplini, barbudo de Chaplin
  - Lybius rubrifacies, barbudo carirrojo
  - Lybius guifsobalito, barbudo guifsobalito
  - Lybius torquatus, barbudo acollarado
  - Lybius melanopterus, barbudo pechipardo
  - Lybius minor, barbudo frentirrojo
  - Lybius bidentatus, barbudo bidentado
  - Lybius dubius, barbudo pechirrojo
  - Lybius rolleti, barbudo pechinegro
- Género Calorhamphus
  - Calorhamphus fuliginosus, barbudo pardo
- Género Psilopogon
  - Psilopogon pyrolophus, barbudo picofuego
- Género Megalaima
  - Megalaima virens, barbudo grande
  - Megalaima lagrandieri, barbudo ventrirrojo
  - Megalaima zeylanica, barbudo cabecipardo
  - Megalaima lineata, barbudo listado
  - Megalaima viridis, barbudo cariblanco
  - Megalaima faiostricta, barbudo orejiverde
  - Megalaima corvina, barbudo corvino
  - Megalaima chrysopogon, barbudo carigualdo
  - Megalaima rafflesii, barbudo multicolor
  - Megalaima mystacophanos, barbudo arlequín
  - Megalaima javensis, barbudo de Java
  - Megalaima flavifrons, barbudo frentigualdo
  - Megalaima franklinii, barbudo de Franklin
  - Megalaima oorti, barbudo cejinegro
  - Megalaima asiatica, barbudo gorgiazul
  - Megalaima monticola, barbudo montano
  - Megalaima incognita, barbudo bigotudo
  - Megalaima henricii, barbudo coronigualdo
  - Megalaima armillaris, barbudo coroniazul
  - Megalaima pulcherrima, barbudo elegante
  - Megalaima australis, barbudo variable
  - Megalaima eximia, barbudo eximio
  - Megalaima rubricapilla, barbudo capirrojo
  - Megalaima haemacephala, barbudo calderero
- Género Capito
  - Capito aurovirens, cabezón oliva
  - Capito wallacei, cabezón de Loreto
  - Capito maculicoronatus, cabezón pechiblanco
  - Capito squamatus, cabezón escamoso
  - Capito hypoleucus, cabezón dorsiblanco
  - Capito dayi, cabezón brasileño
  - Capito quinticolor, cabezón cincocolores
  - Capito niger, cabezón turero
  - Capito auratus, cabezón dorado
  - Capito brunneipectus, cabezón pechipardo
- Género Eubucco
  - Eubucco richardsoni, cabezón pechiamarillo
  - Eubucco bourcierii, cabezón cabecirrojo
  - Eubucco tucinkae, cabezón de Carabaya
  - Eubucco versicolor, cabezón versicolor
- Género Semnornis
  - Semnornis ramphastinus, cabezón tucán
  - Semnornis frantzii, cabezón cocora